# Herman Melville
Herman Melville (1 tháng 8 năm 1819 – 28 tháng 9 năm 1891 đều tại Thành phố New York) là một nhà văn, nhà viết truyện ngắn, nhà thơ, nhà văn tiểu luận người Mỹ. Ông nổi tiếng với tác phẩm Moby Dick. Những tiểu thuyết đầu tiên của ông là những tác phẩm bán chạy và ăn khách nhất, nhưng danh tiếng của Melville tụt thê thảm vài năm sau đó. Quãng thời gian Melville qua đời cũng là quãng thời gian mà ông gần như bị lãng quên, tuy nhiên tiểu thuyết dài nhất của ông, Moby Dick - một tác phẩm được coi là thất bại thời ông còn sống - đã được khám phá lại ở thế kỉ 20 và đã được coi là một trong những kiệt tác hàng đầu của văn học Mỹ cũng như thế giới.

## Tác phẩm

### Tiểu thuyết
- Typee: A Peep at Polynesian Life (1846)
- Omoo: A Narrative of Adventures in the South Seas (1847)
- Mardi: And a Voyage Thither (1849)
- Redburn: His First Voyage (1849)
- White-Jacket, or The World in a Man-of-War (1850)
- Moby-Dick, or The Whale (1851)
- Pierre: or, The Ambiguities (1852)
- Isle of the Cross (ca. 1853, since lost)[2]
- Israel Potter: His Fifty Years of Exile (1856)
- The Confidence-Man: His Masquerade (1857)
- Billy Budd, Sailor (An Inside Narrative) (1924)

### Truyện ngắn
- The Piazza Tales (1856)
  - "The Piazza]]"—the only story specifically written for the collection. (The other five had previously been published in Putnam's Magazine|Putnam's Monthly Magazine.)
  - "Bartleby the Scrivener"
  - "Benito Cereno"
  - "The Lightning-Rod Man"
  - "The Encantadas, or Enchanted Isles"
  - "The Bell-Tower"
- Uncollected
  - "Cock-A-Doodle-Doo!" (Harper's New Monthly Magazine, tháng 12 năm 1853)
  - "Poor Man's Pudding and Rich Man's Crumbs]]" (Harper's New Monthly Magazine, tháng 6 năm 1854)
  - "The Happy Failure" (Harper's New Monthly Magazine, tháng 7 năm 1854)
  - "The Fiddler" (Harper's New Monthly Magazine, tháng 9 năm 1854)
  - "The Paradise of Bachelors and the Tartarus of Maids" (Harper's New Monthly Magazine, tháng 4 năm 1855)
  - "Jimmy Rose" (Harper's New Monthly Magazine, tháng 11 năm 1855)
  - "The 'Gees" (Harper's New Monthly Magazine, tháng 3 năm 1856)
  - "I and My Chimney" (Putnam's Monthly Magazine, tháng 3 năm 1856)
  - "The Apple-Tree Table" (Putnam's Monthly Magazine, tháng 5 năm 1856)
- Unpublished in Melville's lifetime
  - "The Two Temples"
  - "Daniel Orme"

### Sách
- Battle Pieces and Aspects of the War (1866)
- Clarel|Clarel: A Poem and Pilgrimage in the Holy Land (1876)
- John Marr and Other Sailors (1888) Online edition
- Timoleon (1891) Online edition
- Weeds and Wildings, and a Rose or Two (1924)

#### Những bài thơ không được sưu tầm hoặc xuất bản
- "Epistle to Daniel Shepherd"
- "Inscription for the Slain at Fredericksburgh" [sic]
- "The Admiral of the White"
- "To Tom"
- "Suggested by the Ruins of a Mountain-temple in Arcadia"
- "Puzzlement"
- "The Continents"
- "The Dust-Layers"
- "A Rail Road Cutting near Alexandria in 1855"
- "A Reasonable Constitution"
- "Rammon"
- "A Ditty of Aristippus"
- "In a Nutshell"
- "Adieu"

#### Tuyển tập thơ
- "The Maldive Shark"
- "Song from Mardi"
- "Jonah's Song" (from Moby-Dick) ["The ribs and terrors in the whale"]
- "The Portent (1859)"
- "Misgivings (1860)"
- "The Conflict of Convictions (1860-1)"
- "Shiloh: A Requiem (tháng 4 năm 1862)"
- "Malvern Hill (tháng 7 năm 1862)"
- "The House-top: A Night Piece (tháng 7 năm 1863)"
- "'The Coming Storm': A Picture by S. R. Gifford, and owned by E. B. Included in the N. A. Exhibition, April, 1865"
- "'Formerly a Slave': An idealized Portrait, by E. Vedder, in the Spring Exhibition of the National Academy, 1865"
- "America"
- "The Tuft of Kelp"
- "The Berg (A Dream)"
- "After the Pleasure Party"
- "The Ravaged Villa"
- "Art"
- "Shelley's Vision"
- "In a Bye-Canal"
- "Pontoosuce"
- "Billy in the Darbies" (from Billy Budd)
- "Monody"

### Tiểu luận (tất cả đều không được sưu tầm trong thời Melvile)
- "Fragments from a Writing Desk, No. 1" (Democratic Press, and Lansingburgh Advertiser, 4 tháng 5 năm 1839)
- "Fragments from a Writing Desk, No. 2" (Democratic Press, and Lansingburgh Advertiser, 18 tháng 5 năm 1839)
- "Etchings of a Whaling Cruise" (New York Literary World, 6 tháng 3 năm 1847)
- "Authentic Anecdotes of 'Old Zack'" (Yankee Doodle, II, weekly [September 4 excepted] from July 24 to 11 tháng 9 năm 1847)
- "Mr Parkman's Tour" (New York Literary World, 31 tháng 3 năm 1849)
- "Cooper's New Novel" (New York Literary World, 28 tháng 4 năm 1849)
- "A Thought on Book-Binding" (New York Literary World, 16 tháng 3 năm 1850)
- "Hawthorne and His Mosses" (New York Literary World, August 17 and 24 tháng 8 năm 1850)

### Các tác phẩm khác
Correspondence, Ed. Lynn Horth. Evanston, IL and Chicago: Northwestern University Press and The Newberry Library (1993). ISBN 0-8101-0995-6 

Journals, Ed. Howard C. Horsford with Lynn Horth. Evanston, IL and Chicago: Northwestern Univ. Pr. and The Newberry Library (1989). ISBN 0-8101-0823-2